# Greatest Hits III
Greatest Hits III – kompilacja późniejszych utworów brytyjskiej grupy Queen. Zespół wydał płytę pod nazwą Queen+, jako że zawiera przeboje śpiewane przez Queen, jak i również przez pojedynczych członków zespołu oraz nagrania z innymi wykonawcami. Wydana została 8 listopada 1999. Na albumie wystąpili również: Elton John, David Bowie, Montserrat Caballé, George Michael i Wyclef Jean.

## Lista utworów
1. „The Show Must Go On” (na żywo) (Queen + Elton John)
2. „Under Pressure” (Rah Mix) (Queen & David Bowie)
3. „Barcelona” (Single Version) (Freddie Mercury & Montserrat Caballé)
4. „Too Much Love Will Kill You”
5. „Somebody to Love” (na żywo) (Queen + George Michael)
6. „You Don’t Fool Me”
7. „Heaven for Everyone” (Single Version)
8. „Las Palabras de Amor (The Words of Love)”
9. „Driven by You” (Brian May)
10. „Living on My Own” (Julian Raymond Album Mix) (Freddie Mercury)
11. „Let Me Live” – 4:45
12. „The Great Pretender” (Freddie Mercury)
13. „Princes of the Universe”
14. „Another One Bites the Dust” (Queen + Wyclef Jean feat. Pras Michel & Free)
15. „No-One but You (Only the Good Die Young)”
16. „These Are the Days of Our Lives”
17. „Thank God It’s Christmas”